# باد راكاز

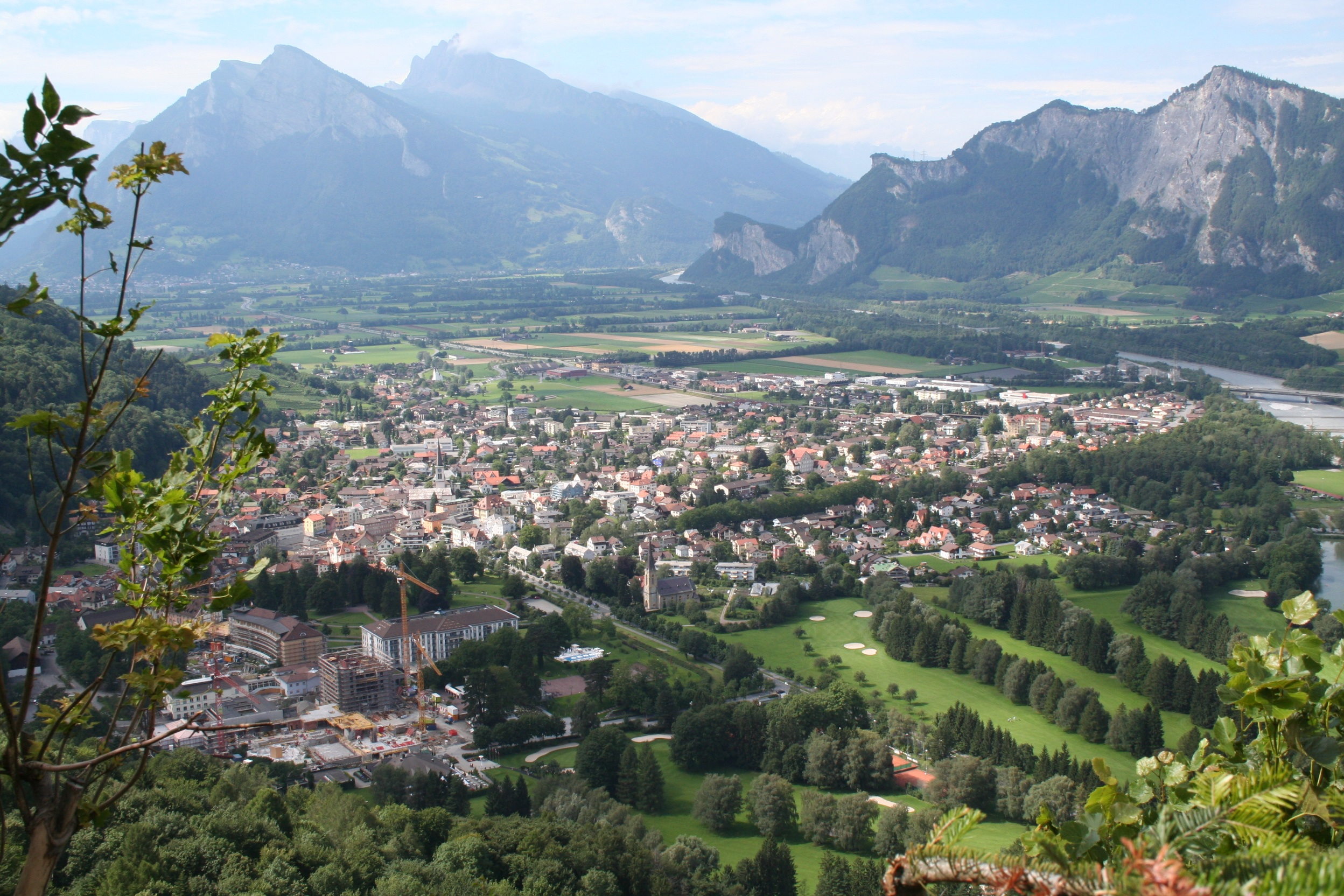
بادراكاز

باد راكاز (Bad Ragaz) هي بلدية في كانتون سانت غالن بسويسرا، وتضم منطقة تزلج تمتد بين 1600م و2220م. ولذلك فإن هواة الرياضات الشتوية سوف يجدون 12 خطاً للسكك الحديدية، والمصاعد، وأكثر من40 كيلومتراً من المسارات الثلجية المخصصة للتزلج، والركوب المجاني، ومدرسة الرياضات الشتوية، عبر مسارات البلد المثيرة للاهتمام أثناء جولات التزلج الشيّقة. وتتاح الفرصة لهواة زلاقة (التوبوغان) بالتمتع باللعب على مسار التزحلق الخاص بطول 7 كم، كما وهنالك مسارات خاصة لهواة التنزه بحذاء الثلوج. إلا أن جاذبية ممر المشاة في الجبل ستتيح للزوار مناظراً بانورامية رائعة.

## المناخ
يظهر الجدول التالي التغييرات المناخية على مدار السنة لباد راكاز:
| البيانات المناخية لـباد راكاز      | البيانات المناخية لـباد راكاز | البيانات المناخية لـباد راكاز | البيانات المناخية لـباد راكاز | البيانات المناخية لـباد راكاز | البيانات المناخية لـباد راكاز | البيانات المناخية لـباد راكاز | البيانات المناخية لـباد راكاز | البيانات المناخية لـباد راكاز | البيانات المناخية لـباد راكاز | البيانات المناخية لـباد راكاز | البيانات المناخية لـباد راكاز | البيانات المناخية لـباد راكاز | البيانات المناخية لـباد راكاز |
| الشهر                              | يناير                         | فبراير                        | مارس                          | أبريل                         | مايو                          | يونيو                         | يوليو                         | أغسطس                         | سبتمبر                        | أكتوبر                        | نوفمبر                        | ديسمبر                        | المعدل السنوي                 |
| ---------------------------------- | ----------------------------- | ----------------------------- | ----------------------------- | ----------------------------- | ----------------------------- | ----------------------------- | ----------------------------- | ----------------------------- | ----------------------------- | ----------------------------- | ----------------------------- | ----------------------------- | ----------------------------- |
| متوسط درجة الحرارة الكبرى °م (°ف)  | 3.9 (39.0)                    | 5.4 (41.7)                    | 10.5 (50.9)                   | 14.9 (58.8)                   | 19.8 (67.6)                   | 22.3 (72.1)                   | 24.5 (76.1)                   | 23.8 (74.8)                   | 20.0 (68.0)                   | 15.9 (60.6)                   | 8.9 (48.0)                    | 4.8 (40.6)                    | 14.6 (58.3)                   |
| المتوسط اليومي °م (°ف)             | 0.5 (32.9)                    | 1.6 (34.9)                    | 6.0 (42.8)                    | 9.8 (49.6)                    | 14.4 (57.9)                   | 17.1 (62.8)                   | 19.2 (66.6)                   | 18.7 (65.7)                   | 15.1 (59.2)                   | 11.2 (52.2)                   | 5.3 (41.5)                    | 1.7 (35.1)                    | 10.1 (50.2)                   |
| متوسط درجة الحرارة الصغرى °م (°ف)  | −2.5 (27.5)                   | −1.7 (28.9)                   | 2.1 (35.8)                    | 5.3 (41.5)                    | 9.7 (49.5)                    | 12.6 (54.7)                   | 14.7 (58.5)                   | 14.5 (58.1)                   | 11.2 (52.2)                   | 7.3 (45.1)                    | 2.2 (36.0)                    | −1.2 (29.8)                   | 6.2 (43.2)                    |
| الهطول مم (إنش)                    | 52 (2.0)                      | 52 (2.0)                      | 63 (2.5)                      | 55 (2.2)                      | 70 (2.8)                      | 92 (3.6)                      | 102 (4.0)                     | 111 (4.4)                     | 79 (3.1)                      | 54 (2.1)                      | 63 (2.5)                      | 58 (2.3)                      | 850 (33.5)                    |
| متوسط تساقط الثلوج سم (إنش)        | 33.2 (13.1)                   | 32.9 (13.0)                   | 18.5 (7.3)                    | 1.8 (0.7)                     | 0.7 (0.3)                     | 0 (0)                         | 0 (0)                         | 0 (0)                         | 0 (0)                         | 0.1 (0.0)                     | 12 (4.7)                      | 24.6 (9.7)                    | 123.8 (48.7)                  |
| متوسط أيام هطول الأمطار (≥ 1.0 mm) | 8.7                           | 7.6                           | 10.1                          | 9.4                           | 11.2                          | 12.3                          | 12.2                          | 13.0                          | 9.1                           | 7.9                           | 9.5                           | 9.3                           | 120.3                         |
| متوسط الأيام المثلجة (≥ 1.0 cm)    | 4.9                           | 4.7                           | 3.5                           | 0.6                           | 0.1                           | 0                             | 0                             | 0                             | 0                             | 0                             | 2.2                           | 4.2                           | 20.2                          |
| متوسط الرطوبة النسبية (%)          | 80.7                          | 78.1                          | 73.3                          | 70.9                          | 70.6                          | 71.9                          | 73.1                          | 74.8                          | 75.9                          | 77.9                          | 79.8                          | 82.3                          | 75.8                          |
| المصدر: MeteoSwiss                 |                               |                               |                               |                               |                               |                               |                               |                               |                               |                               |                               |                               |                               |

## معرض صور

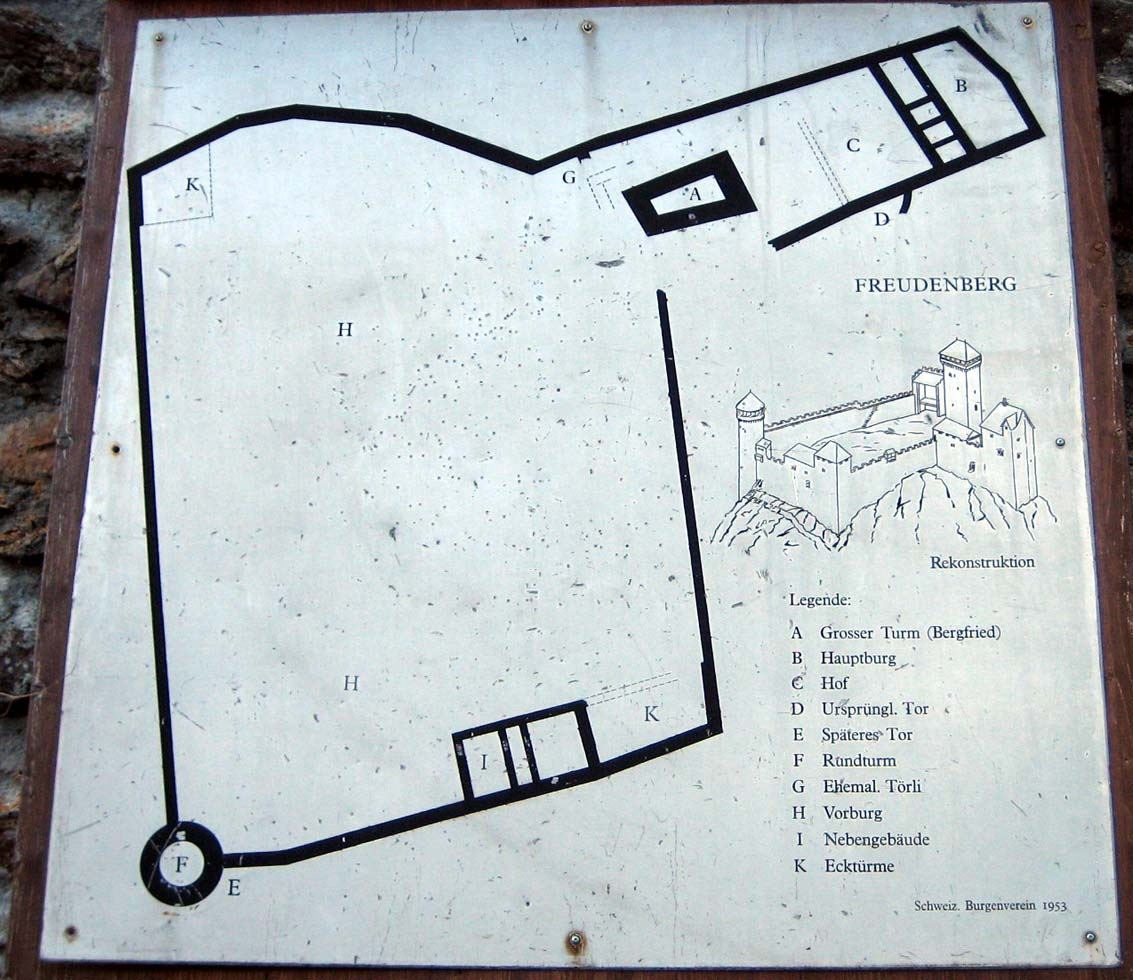
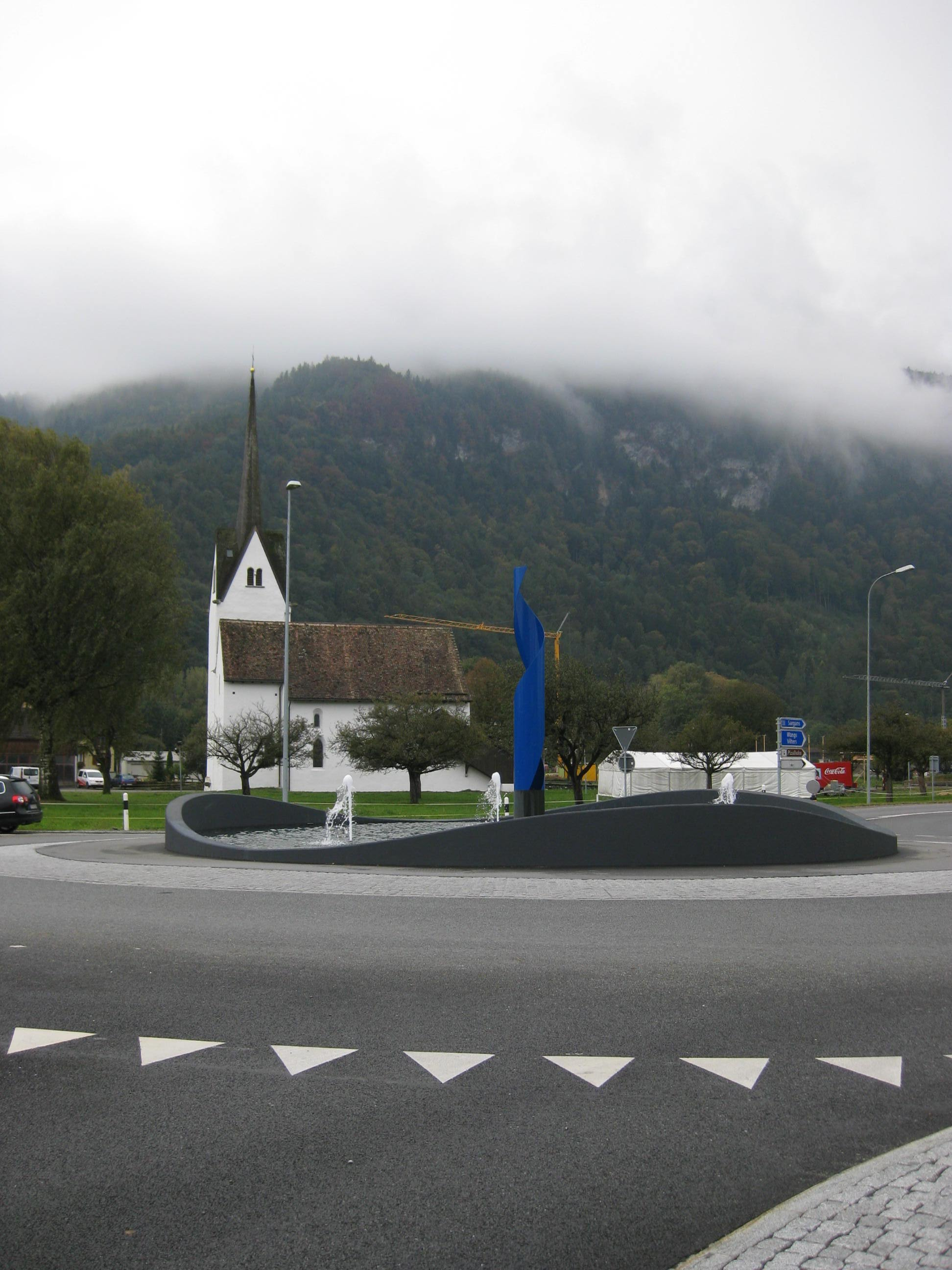
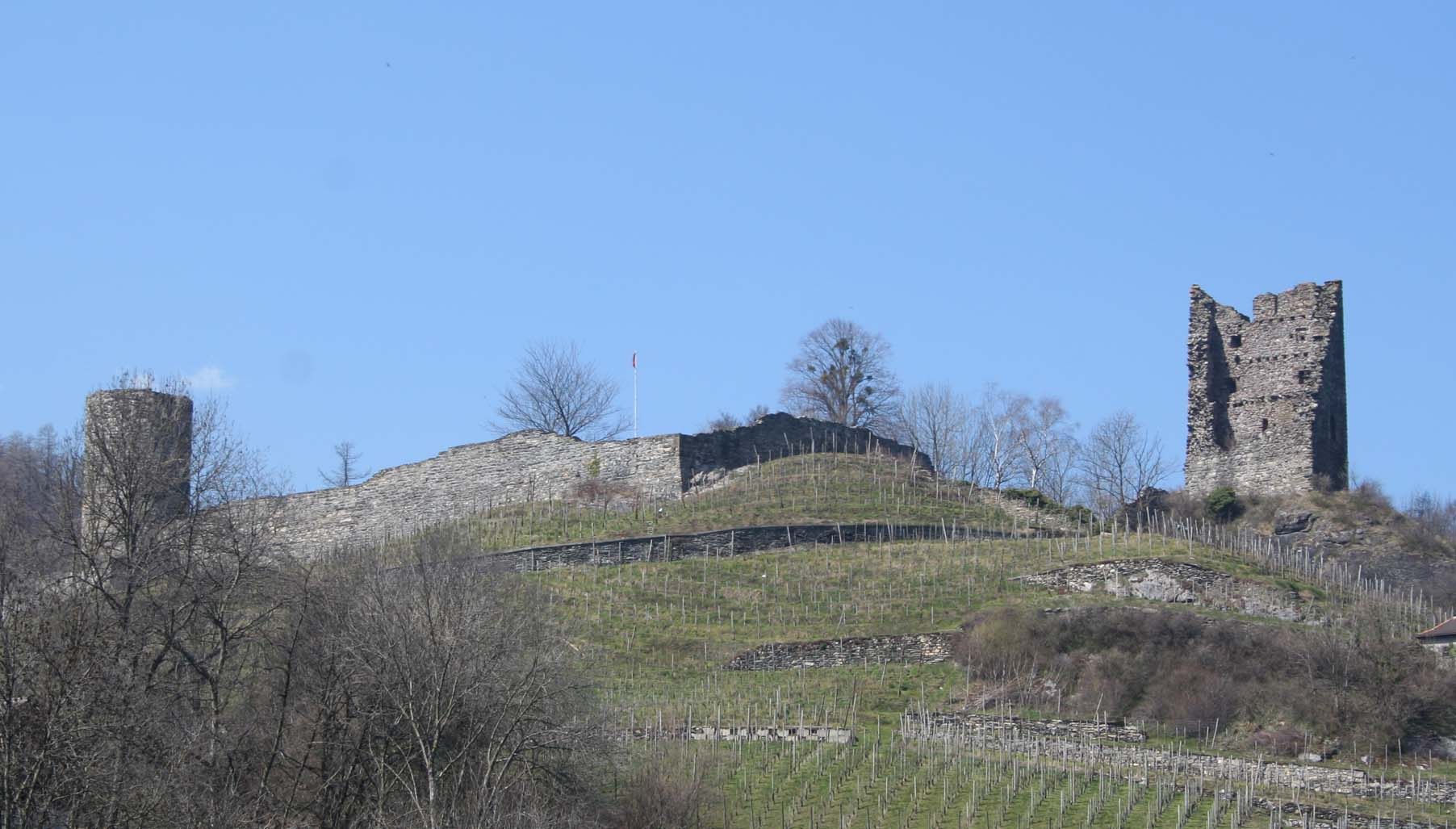

## أعلام
- جوسيف فاغنر
- أنطون بون
- كارل كاري
- فريدريك فيلهيلم يوزف شيلن
- مارتن هوغ